# Neil Fair
Neil Fair, né le 13 janvier 1997, est un nageur sud-africain. 

## Carrière
Neil Fair obtient la médaille d'argent sur 200 mètres dos ainsi que sur 200 mètres quatre nages  et la médaille de bronze sur 400 mètres quatre nages aux Championnats d'Afrique de natation 2016 à Bloemfontein.
Aux Jeux africains de 2019 à Casablanca, il remporte la médaille d'or du relais 4 x 100 mètres quatre nages mixte et la médaille de bronze du 200 mètres quatre nages.